# UN-Expertenmechanismus für die Rechte indigener Völker
Der Expertenmechanismus für die Rechte indigener Völker (EMRIP) ist ein Beratungsgremium der Vereinten Nationen, das 2007 als Nachfolgeorganisation der UN-Arbeitsgruppe über Indigene Bevölkerungen (WGIP) gegründet wurde. Er gehört neben dem Ständigen Forum für indigene Angelegenheiten und dem UN-Sonderberichterstatter für die Rechte indigener Völker  zu den drei für diesen Bereich zuständigen UN-Institutionen.

## Aufgaben
Der EMRIP berät den UN-Menschenrechtsrat in Fragen der Rechte Indigener Völker. Er unterstützt die Mitgliedsstaaten in der Erreichung der Ziele der UN-Deklaration zu den Rechten Indigener Völker von 2007. Schwerpunkte sind Selbstbestimmungsrechte und Beteiligung, Identifizierung von Best practice und Vorschläge für gesetzgebende und administrative Umsetzungen.

## Organisation
Der EMRIP setzt sich aus sieben unabhängigen Experten zusammen, die vom Menschenrechtsrat ausgewählt werden. Das Gremium trifft sich jedes Jahr zu einer fünftägigen Sitzung, an der Vertreter von Staaten, indigener Personen und Organisationen, überstaatlicher Organisationen und Wissenschaftler teilnehmen.

### Zusammensetzung
Im Jahr 2023 (16. Sitzungsperiode) setzt sich das Gremium aus folgenden Persönlichkeiten zusammen:
| Name                              | Land               | Amtszeit | Funktion     |
| --------------------------------- | ------------------ | -------- | ------------ |
| Binota Moy Dhamai                 | Bangladesch        | bis 2026 | Vorsitzender |
| Sheryl Lightfoot                  | Kanada             | bis 2027 |              |
| Ojot Miru Ojulu                   | Äthiopien          | bis 2027 |              |
| Dalee Sambo Dorough               | Vereinigte Staaten | bis 2026 |              |
| Antonina Gorbunova                | Russland           | bis 2025 |              |
| Anexa Brendalee Alfred Cunningham | Nicaragua          | bis 2025 |              |
| Valmaine Toki                     | Neuseeland         | bis 2025 |              |

### Ehemalige Mitglieder (Auswahl)
| Name                  | Land       | Amtszeit      |
| --------------------- | ---------- | ------------- |
| Láilá Susanne Vars    | Norwegen   | 2017 bis 2023 |
| Megan Davis           | Australien | 2017 bis 2022 |
| Belkacem Lounes       | Algerien   | 2019 bis 2021 |
| J. Wilton Littlechild | Kanada     |               |

## Geschichte
1982 wurde die UN-Arbeitsgruppe über indigene Bevölkerungen (WGIP) als Beratungsgremium der 2006 durch den UN-Menschenrechtsrat abgelösten UN-Menschenrechtskommission gegründet. Sie war das erste Organ der Vereinten Nationen überhaupt, das speziell und ausschließlich mit Menschenrechten indigener Völker befasst war.
Die Aufgaben der Arbeitsgruppe bestand in der Untersuchung und Beobachtung von Entwicklungen im Zusammenhang mit den Menschenrechten und grundlegenden Freiheiten indigener Völker und der Entwicklung internationaler Standards in Bezug auf indigene Rechte.
1985 begann die Arbeitsgruppe mit der Erarbeitung einer UN-Erklärung der Rechte der Indigenen Völker. Nach langjährigen Verhandlungen wurden die Ergebnisse schließlich im Juli 2006 vom neu gegründeten UN-Menschenrechtsrat beschlossen. Am 13. September 2007 erfolgte auch die Verabschiedung durch die UN-Generalversammlung: Bei elf Enthaltungen stimmten 143 Mitgliedstaaten (darunter auch Deutschland) für und vier (Australien, Kanada, Neuseeland und die Vereinigten Staaten) gegen den Text. 2009 stellten sich auch Australien und Neuseeland hinter die Erklärung und 2016 gab auch die kanadische Regierung unter Justin Trudeau ihre Zustimmung. Nach Darstellung der UN unterstützen heute alle vier damals ablehnende Staaten die Deklaration.
Im Rahmen der Neuorganisation beschloss der UN-Menschenrechtsrat 2007, als Nachfolgeorganisation der WGIP den Expertenmechanismus für die Rechte indigener Völker (EMRIP) einzurichten, der dann im gleichen Jahr seine Arbeit aufnahm.